# 1994年亞洲運動會乒乓球男子單打比賽
1994年亞洲運動會乒乓球比賽－男子單打為1994年亞洲運動會乒乓球比賽的其中一項競賽項目；賽事於1994年10月5日至14日在日本廣島Asakita Ward Sports Center舉行。以下為比賽結果：
| 金牌 | 王涛   | 中國 |
| 銀牌 | 劉南奎 | 南韓 |
| 銅牌 | 馬文革 | 中國 |
| 銅牌 | 金澤洙 | 南韓 |